# State of Origin 2006
Die State of Origin Series 2006 waren die 27. Ausgabe des Rugby-League-Turniers State of Origin. Es bestand aus drei Spielen, die zwischen dem 24. Mai und dem 5. Juli stattfanden. Queensland gewann die Series 2-1.

## Spiel 1
| 24. Mai 20:00 | New South Wales Blues | 17 : 16        | Queensland Maroons                                                             | Telstra Stadium, Sydney Zuschauer: 72.773 Schiedsrichter: Sean Hampstead |
| 24. Mai 20:00 | Versuche: Finch 9. n.erh. King 16. n.erh. Mason 20. erh. Erhöhungen: Hodgson (1/3) Straftritte: Hodgson (1/1) 62. Dropgoals: Finch 79. | (14:0) Bericht | Versuche: Inglis 52. erh., 70. n.erh. Bell 76. erh. Erhöhungen: Thurston (2/3) | Telstra Stadium, Sydney Zuschauer: 72.773 Schiedsrichter: Sean Hampstead |

| 1                  | Brett Hodgson    |
| 2                  | Matt King        |
| 3                  | Mark Gasnier     |
| 4                  | Timana Tahu      |
| 5                  | Eric Grothe      |
| 6                  | Braith Anasta    |
| 20                 | Brett Finch      |
| 8                  | Willie Mason     |
| 9                  | Danny Buderus    |
| 10                 | Brent Kite       |
| 17                 | Andrew Ryan      |
| 12                 | Nathan Hindmarsh |
| 13                 | Luke O’Donnell   |
| Auswechselspieler: |                  |
| 11                 | Steve Simpson    |
| 14                 | Craig Wing       |
| 15                 | Steve Menzies    |
| 16                 | Mark O’Meley     |

| 1                  | Matthew Bowen      |
| 2                  | Greg Inglis        |
| 3                  | Justin Hodges      |
| 4                  | Brent Tate         |
| 5                  | Steve Bell         |
| 6                  | Darren Lockyer     |
| 7                  | Johnathan Thurston |
| 8                  | Steve Price        |
| 9                  | Cameron Smith      |
| 10                 | Petero Civoniceva  |
| 11                 | David Stagg        |
| 12                 | Matthew Scott      |
| 13                 | Dallas Johnson     |
| Auswechselspieler: |                    |
| 14                 | Shaun Berrigan     |
| 15                 | Carl Webb          |
| 16                 | Sam Thaiday        |
| 17                 | Nate Myles         |

## Spiel 2
| 14. Juni 20:00 | Queensland Maroons | 30 : 6         | New South Wales Blues                             | Suncorp Stadium, Brisbane Zuschauer: 52.468 Schiedsrichter: Steve Clark |
| 14. Juni 20:00 | Versuche: Webb 19. erh. Hodges 31. erh. Mogg 44. erh., 62. n.erh. Berrigan 67. erh. Erhöhungen: Thurston (4/5) Straftritte: Thurston (1/1) 9. | (14:0) Bericht | Versuche: Tahu 76. erh. Erhöhungen: Hodgson (1/1) | Suncorp Stadium, Brisbane Zuschauer: 52.468 Schiedsrichter: Steve Clark |

| 1                  | Karmichael Hunt    |
| 2                  | Brent Tate         |
| 3                  | Justin Hodges      |
| 4                  | Steve Bell         |
| 5                  | Adam Mogg          |
| 6                  | Darren Lockyer     |
| 7                  | Johnathan Thurston |
| 8                  | Steve Price        |
| 9                  | Cameron Smith      |
| 10                 | Petero Civoniceva  |
| 11                 | Nate Myles         |
| 12                 | Carl Webb          |
| 13                 | Dallas Johnson     |
| Auswechselspieler: |                    |
| 14                 | Shaun Berrigan     |
| 15                 | Chris Flannery     |
| 16                 | Sam Thaiday        |
| 17                 | Jacob Lillyman     |

| 1                  | Brett Hodgson    |
| 2                  | Matt King        |
| 3                  | Mark Gasnier     |
| 4                  | Timana Tahu      |
| 5                  | Eric Grothe      |
| 6                  | Braith Anasta    |
| 7                  | Brett Finch      |
| 8                  | Willie Mason     |
| 9                  | Danny Buderus    |
| 10                 | Brent Kite       |
| 11                 | Steve Simpson    |
| 12                 | Nathan Hindmarsh |
| 13                 | Andrew Ryan      |
| Auswechselspieler: |                  |
| 14                 | Luke Bailey      |
| 15                 | Mark O’Meley     |
| 16                 | Steve Menzies    |
| 17                 | Craig Wing       |

## Spiel 3
| 5. Juli 20:00 | New South Wales Blues                                                           | 14 : 16       | Queensland Maroons                                                                    | Telstra Dome, Melbourne Zuschauer: 54.833 Schiedsrichter: Steve Clark |
| 5. Juli 20:00 | Versuche: Grothe 25. n.erh., 48. n.erh. King 45. erh. Erhöhungen: Hodgson (1/3) | (4:4) Bericht | Versuche: Mogg 9. n.erh. Tate 71. erh. Lockyer 73. erh. Erhöhungen: Schifcofske (2/3) | Telstra Dome, Melbourne Zuschauer: 54.833 Schiedsrichter: Steve Clark |

| 1                  | Brett Hodgson    |
| 2                  | Timana Tahu      |
| 3                  | Matt King        |
| 4                  | Matt Cooper      |
| 5                  | Eric Grothe      |
| 6                  | Mark Gasnier     |
| 7                  | Craig Gower      |
| 8                  | Luke Bailey      |
| 9                  | Danny Buderus    |
| 10                 | Willie Mason     |
| 11                 | Paul Gallen      |
| 12                 | Nathan Hindmarsh |
| 13                 | Luke O’Donnell   |
| Auswechselspieler: |                  |
| 14                 | Steve Simpson    |
| 15                 | Mark O’Meley     |
| 16                 | Steve Menzies    |
| 17                 | Ben Hornby       |

| 1                  | Clinton Schifcofske |
| 2                  | Rhys Wesser         |
| 3                  | Brent Tate          |
| 4                  | Josh Hannay         |
| 5                  | Adam Mogg           |
| 6                  | Darren Lockyer      |
| 7                  | Johnathan Thurston  |
| 8                  | Steve Price         |
| 9                  | Cameron Smith       |
| 10                 | Petero Civoniceva   |
| 11                 | Nate Myles          |
| 12                 | Carl Webb           |
| 13                 | Dallas Johnson      |
| Auswechselspieler: |                     |
| 14                 | Shaun Berrigan      |
| 15                 | Chris Flannery      |
| 16                 | Sam Thaiday         |
| 17                 | Tonie Carroll       |

## Man of the Match
| Spiel | Man of the Match |
| ----- | ---------------- |
| 1     | Willie Mason     |
| 2     | Darren Lockyer   |
| 3     | Brent Tate       |